# Manby (Schiff)
Die Manby war ein eiserner Flussdampfer. Das Schiff ist auch unter dem Namen Aaron Manby bekannt, war jedoch nie unter diesem Namen registriert. Die Manby gilt als das erste komplett aus Eisen gebaute seegehende Dampfschiff.

## Vorgeschichte
1819 wurde mit der Vulcan das erste Schiff mit einem eisernen Rumpf gebaut. Charles John Napier, der von einer Dampfschiffflotte auf der Seine träumte, hatte die Idee zum Bau eines eisernen Dampfschiffs. Aaron Manby war der Besitzer der seinerzeit größten Eisengießerei Frankreichs in Le Creusot und besaß außerdem bedeutende Anteile an der Passagierfahrt auf der Seine. Daher wagte er den kühnen Schritt, ein Schiff mit komplett eisernem Rumpf zu konstruieren und dieses zwischen den Handelsplätzen Paris, Rouen und Le Havre einzusetzen.

## Das Schiff
Gebaut wurde die Manby 1821 von den Horseley Iron Works in Tipton, Staffordshire nach den gemeinsamen Plänen von Charles Napier, Aaron Manby und seinem Sohn Charles Manby. Dann wurde sie demontiert und über Land in die Surrey Docks von Rotherhithe bei London transportiert, um dort 1822 erneut montiert zu werden. Allein dies galt bereits als Pioniertat.
Die Manby war ein 32,56 Meter langer, 5,23 Meter breiter und 2,18 Meter tiefer Seitenschaufelraddampfer von 116 tons burthen (Builder’s Old Measurement). Der unten abgeflachte Schiffsrumpf bestand aus 6 mm dicken Eisenplatten. Das Schiff hatte ein hölzernes Deck und ein Bugspriet. Der Antrieb bestand aus einer von Aaron Manby konstruierten und patentierten (British Patent No 4558 of 1821) und auf seiner Bauwerft gebauten zweizylindrigen Oszillationsdampfmaschine mit einer Leistung von etwa 30 PS. Sie ermöglichte eine Geschwindigkeit von rund sieben Knoten. Die Schaufelräder hatten einen Durchmesser von 3,70 m, waren jedoch nur 0,76 m breit, da die Gesamtbreite des Schiffs für die Fahrt auf der Seine 7 m nicht überschreiten durfte. Zeitgenössische Darstellungen zeigen einen langgestreckten, schmalen Schiffsrumpf ohne irgendwelche Decksaufbauten außer einem sehr hohen, dünnen Schornstein, der mit Tauwerk verstagt war und eine Höhe von etwa 14 m hatte.

## Geschichte
Das Schiff wurde am 30. April 1822 zunächst für Aaron Manby in London registriert, wenige Tage darauf, am 3. Mai 1822, wurde es für C. Napier und A. Manby in London eingetragen. Nachdem der Neubau am 9. Mai 1822 seine Probefahrt zwischen Battersea und Blackfriars absolviert hatte, begann die Manby im Juni ihre Jungfernreise nach Frankreich und überquerte den Ärmelkanal im Herbst 1822. Fälschlicherweise wurde behauptet, die Manby sei das erste Dampfschiff gewesen, das den Ärmelkanal überquerte. Dies war jedoch schon 1816 dem Raddampfer Margery gelungen, der aber noch einen hölzernen Rumpf hatte. Nachdem die Manby einige Male den Kanal überquert hatte, wurde sie als Postschiff und Vergnügungsdampfer auf der Seine zwischen Paris und Le Havre eingesetzt. 1830 wurde das bis dahin unter britischer Flagge fahrende Schiff an die französische Compagnie des bateaux a vapeur en fer veräußert und 1836 für einen Betreiber aus Nantes auf der Loire eingesetzt. Nach 20 Einsatzjahren legte man die Manby im Jahr 1842 zunächst auf. Im Jahr 1855 wurde sie schließlich in Frankreich verschrottet.